# Cynthia Stokes Brown
Cynthia Stokes Brown (Madisonville, 20 de marzo de 1938-Berkeley 15 de octubre de 2017), fue una educadora e historiadora estadounidense.

## Trayectoria
Obtuvo su licenciatura en historia en la Universidad Duke (summa cum laude) y su maestría y Ph.D. en la Universidad Johns Hopkins en historia de la educación en 1964, con becas de la American Association of University Women y la Woodrow Wilson National Fellowship Foundation. Se dedicó al ejercicio de la docencia y entre 1965 y 1967 formó parte del Cuerpo de Paz en el nordeste de Brasil.
Dirigió durante diez años un programa en la Universidad Dominicana de California en San Rafael, (institución en la cual es profesora emérita), actividad que finalizó en 1992. Durante los siguientes 9 años ejerció la docencia en Historia y Educación. Impulsó el estudio y colaboró con la creación del programa de Gran Historia para estudiantes de primer año de la Universidad Dominicana.
En 2001 comenzó la escritura del libro sobre Gran Historia, que se publicó en 2007 con el título «Big History: From the Big Bang to the Present», uno de los primeros libros sobre la materia, reconocido por su redacción accesible para el lector no especializado, que en poco tiempo fue traducido a nueve idiomas.
En 2010 fue cofundadora de la International Big History Association y en 2014, en coautoría con David Christian and Craig Benjamin, escribió el primer texto universitario sobre la materia: Big History: Between Nothing and Everything.
A lo largo de su trayectoria Cynthia Stokes Brown se involucró en la defensa de los derechos civiles, con diversas actividades y publicaciones, como un ensayo sobre las activistas Septima Clark, Virginia Durr, y Rosa Parks incluido en el libro «She Would Not Be Moved - How We Tell the Story of Rosa Parks and the Montgomery Bus Boycott» de Herbert Kohl. Su libro «Ready from Within: Septima Clark and the Civil Rights Movement» recibió el premio American Book Award en 1987.

## Obras publicadas
- Literacy in 30 hours: Paulo Freire's process in North East Brazil. Londres: Writers and Readers Publishing Cooperative. 1975. ISBN 9780904613056.
- Cynthia Stokes Brown, ed. (1981). Alexander Meiklejohn: Teacher of Freedom. Berkeley: Meiklejohn civil liberties Institute. ISBN 9780913876176. Obra colectiva con textos de Alexander Meiklejohn y colaboraciones de miembros del Meiklejohn Civil Liberties Institute
- Ready from Within: Septima Clark and the Civil Rights Movement. Navarro, California: Wild Trees Press. 1986. ISBN 9780931125041.
- Like It Was: A Complete Guide to Writing Oral History. Nueva York: Teachers and Writers Collaborative. 1988. ISBN 9780915924127.
- Connecting with the Past: History Workshop in Middle and High Schools. Portsmouth: Heinemann. 1994. ISBN 0-435-08901-3.
- Refusing Racism: White Allies and the Struggle for Civil Rights. Nueva York: Teachers College Press. 2002. ISBN 9780807742044.
- Gran historia: Del big bang a nuestros días (Pedro Tena, trad.). Barcelona: Alba. 2009. ISBN 9788484284413. Primera edición en español.
- Big History: Between Nothing and Everything. Nueva York: McGraw Hill Hightr Education. 2013. ISBN 9780078116070. En coautoría con David Christian y Craig Benjamin
- Big History, Small World: From the Big Bang to You. Great Barrington, Massachusetts: Berkshire Publishing Group LLC. 2017. ISBN 9781614720317.